# فرودگاه لوگزامبورگ - فیندل
فرودگاه لوگزامبورگ - فیندل (به انگلیسی: Luxembourg – Findel Airport) (به زبان بومی: Fluchhafe Lëtzebuerg-Findel) یک فرودگاه همگانی باربری با کد یاتا LUX است که یک باند فرود بتن و آسفالت دارد و طول باند آن ۴۰۰۰ متر است. این فرودگاه در شهر لوکزامبورگ کشور لوکزامبورگ قرار دارد و در ارتفاع ۳۷۶ متری از سطح دریا واقع شده است.